# Vienna Twin Tower
De Vienna Twin Tower is een gebouw in Wienerberg City, een nieuwe zakenwijk in Wenen, Oostenrijk. De bouw van de kantoortoren, die staat aan Wienerbergstraße 11, begon in 1999 en werd in 2001 voltooid.

## Ontwerp
De Vienna Twin Tower uit twee torens, een van 34 verdiepingen en een van 37. De hoogste toren bereikt een hoogte van 138 meter, de kleinere is 127 meter hoog. Het heeft een totale oppervlakte van 160.000 vierkante meter. Het is door Massimiliano Fuksas in modernistische stijl ontworpen met een vliesgevel van glas.
De twee torens staan onder een hoek van 59° op elkaar en zijn verbonden met meerdere luchtbruggen van meerdere verdiepingen hoog. In het gebouw vindt men een conferentiecentrum, een bioscoop met 10 schermen, meerdere cafés en restaurants en een parkeergarage met 1.050 plaatsen.